# Trifolium alexandrinum
Trifolium alexandrinum là một thực vật thuộc họ Fabaceae. Chúng được trồng để làm thức ăn nuôi giai súc như bò sữa. Nó là loài cây thu hoạch quan trọng mùa đông ở Ai Cập và đã được du nhập vào Ấn Độ vào thế kỷ 19. Nó cũng được trồng ở Mỹ và châu Âu. Cây cao 30 đến 60 cm (12 đến 24 in).

## Hình ảnh

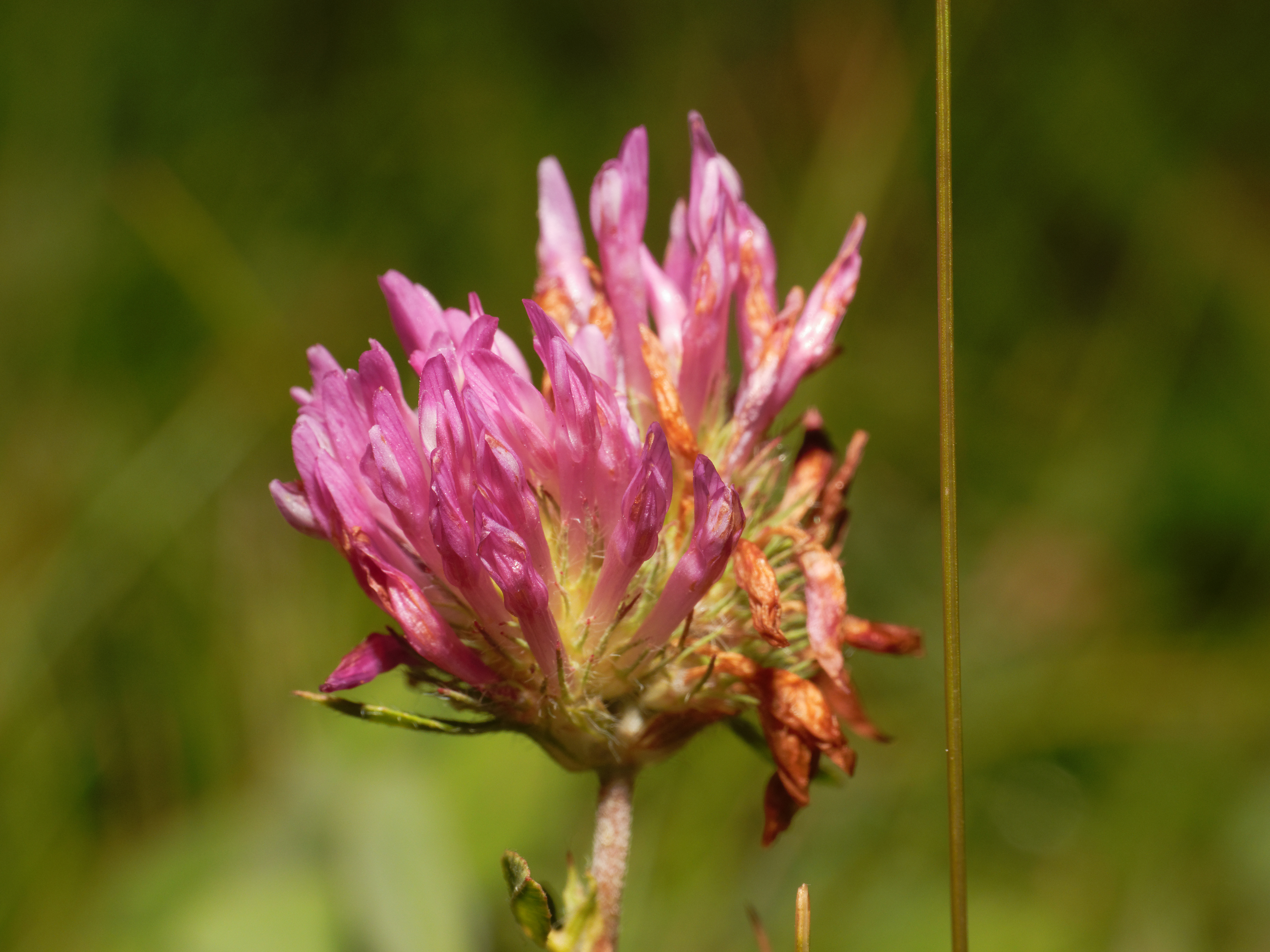
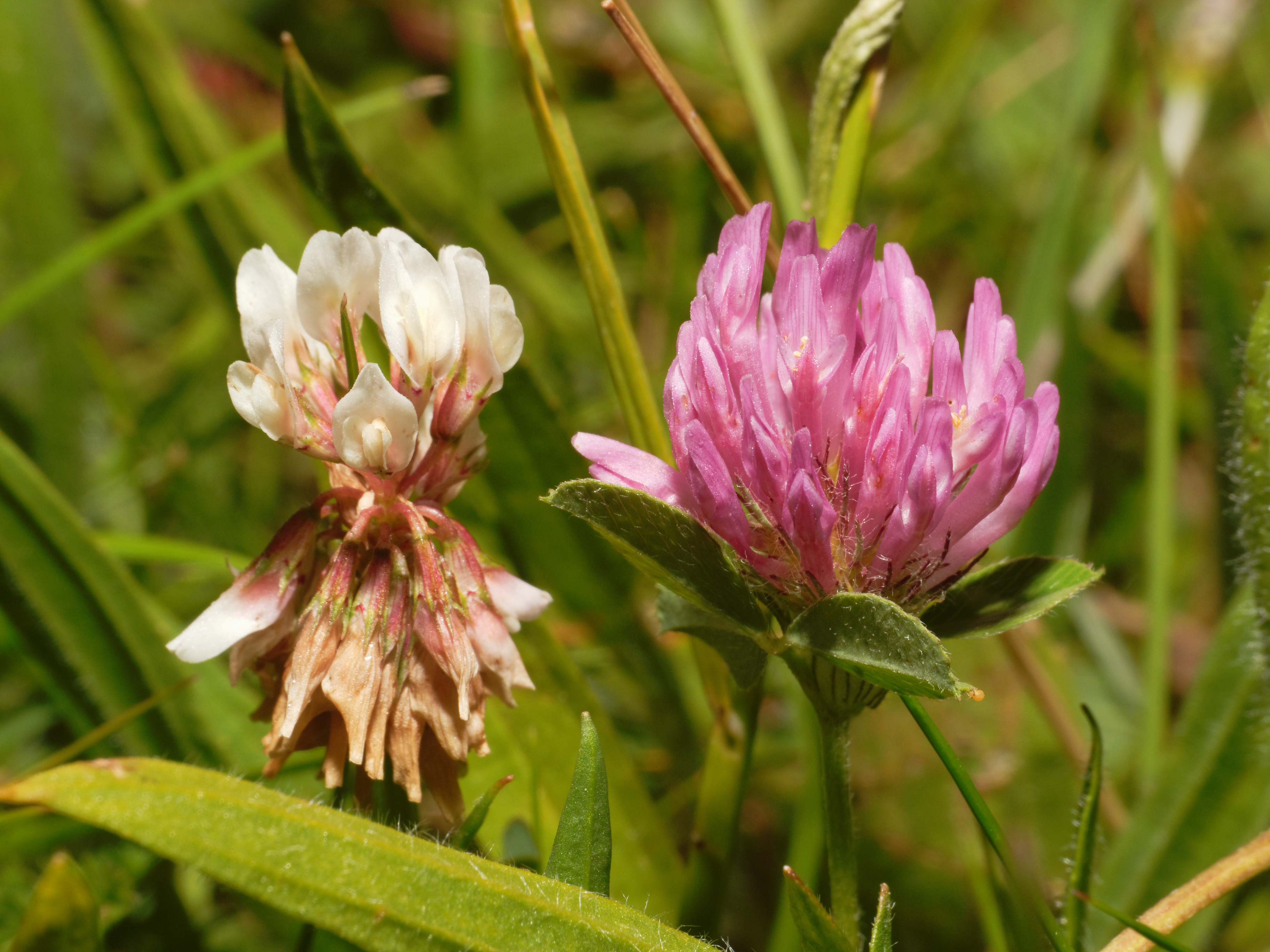
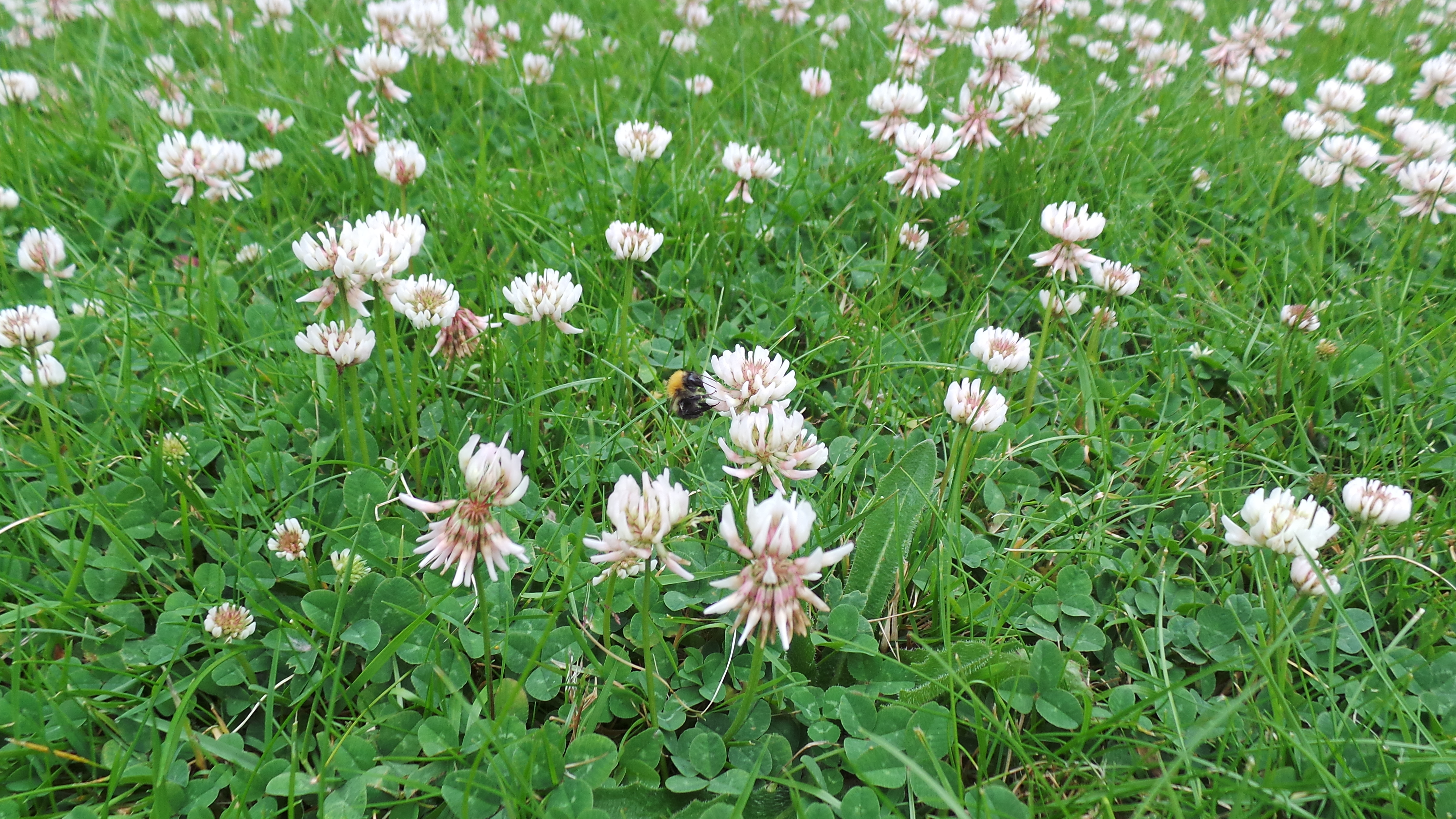
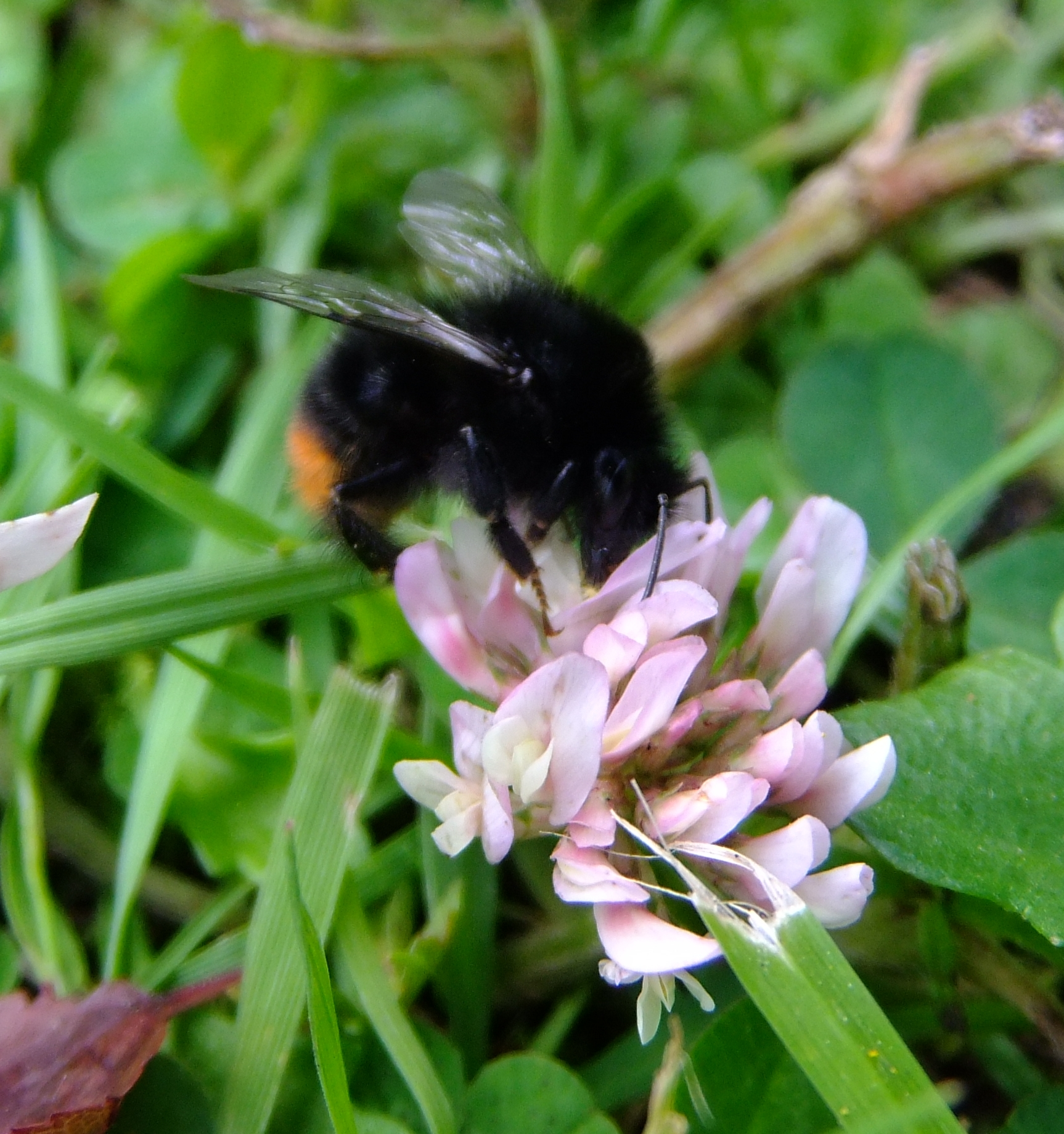